# شین توگاشی
شین توگاشی (به ژاپنی: 冨樫森، Shin Togashi) (زادهٔ مارس ۱۹۶۰) کارگردان اهل ژاپن است.